# Mageripen
Mageripen (Mageripe, Mahrime – rom. „skalanie”) – jedno z najważniejszych pojęć w ramach romskiej tradycji, dotyczące idei rytualnej „czystości-nieczystości”. Status bycia „skalanym” czyli rytualnie nieczystym jest sankcją za przekroczenie zasad romanipen, co wiąże się z różnym stopniem i formą wykluczenia danej osoby z życia społecznego.
Istnieje wiele rodzajów skalań, przez cyganologię grupowanych zasadniczo w dwie kategorie tzw. wielkich (rom. bare mageripena) oraz małych skalań (rom. tikne mageripena). Najważniejsze sfery życia, które mogą powodować status skalania, to dotyczące:
- kontaktu między kobietą a mężczyzną,
- kontaktu z członkami własnej społeczności,
- kontaktu z gadziami,
- kontaktu z przedmiotami lub substancjami uznawanymi za nieczyste (np. wydzielinami ciała, dolnymi częściami ciała innej osoby),
- kontaktu ze zmarłymi bądź chorymi ludźmi i zwierzętami.

Prawidłowe postępowanie w tych sferach jest szczegółowo regulowane przez romską tradycję. Warto też tu zauważyć istotną paralelę z ideą rytualnej czystości w tradycyjnej kulturze hinduistycznej.
Wśród społeczności Polska Roma oprócz skalań dużych i małych wyróżnia się jeszcze dodatkowo specjalną kategorię zachowań, których sprawcy zwani famuso (nikczemnicy) skazywani są na szczególne potępienie, polegające na dożywotnim i całkowitym wyłączeniu ze społeczności romskiej. Taką karę otrzymują ci, którzy donosili na swych współbraci, okradli ich, ciężko pobili lub zabili.
Do kategorii wielkich skalań należy szereg zachowań związanych z kobietami. Na skalanie naraża się ten (nawet mąż), kto nieodpowiednio z nimi obcuje (np. całuje w zbyt intymne miejsca), komu zarzuci ona spódnice na głowę lub uderzy pantoflem. Cyganie wystrzegają się także przebywania pod Cygankami (np. w pomieszczeniu na niższej kondygnacji). Uważają także, że skalaniu (zepsuciu) ulega żywność znajdująca się pod Cyganką (dlatego też unikają np. trzymania ziemniaków w piwnicy). Szczególne zasady obowiązują podczas porodu i połogu. Żaden Cygan, ani nawet Cyganka nie może pomagać rodzącej, ani utrzymywać z nią bliższego kontaktu przez trzy tygodnie od porodu.
Małego skalania dopuszcza się m.in. ten, kto: obcuje z kobietami lekkich obyczajów, uwodzi żonę Cygana przebywającego w więzieniu, użyje noża w czasie bójki z innym Cyganem, ostrzy o próg nóż używany do krojenia żywności, przyrządza żywność w naczyniu (misce), która używana była do prania bielizny lub mycia ciała, używa do picia i przygotowywania potraw wody ze stawu, a nie z rzeki itp.
Wśród rozmaitych grup romskich istnieją różne instytucje orzekające o statusie skalania: dla tzw. Polskich Cyganów Nizinnych jest to osoba Szero Roma, dla Lowarów i Kełderaszy rada szanowanych członków społeczności zwana Kris. Dla wielu grup, np. Romów węgierskich i słowackich czy grupy Bergitka w Polsce brak takiej instytucji, zaś status skalania reguluje jedynie konsensus społeczny.